# Personidae
Personidae is een familie van weekdieren uit de klasse van de Gastropoda (slakken).

## Geslachten
- Distorsio Röding, 1798
- Distorsionella Beu, 1978
- Distorsomina Beu, 1998
- Kotakaia Beu, 1988 †
- Personopsis Beu, 1988